# Eugen von Lotzbeck

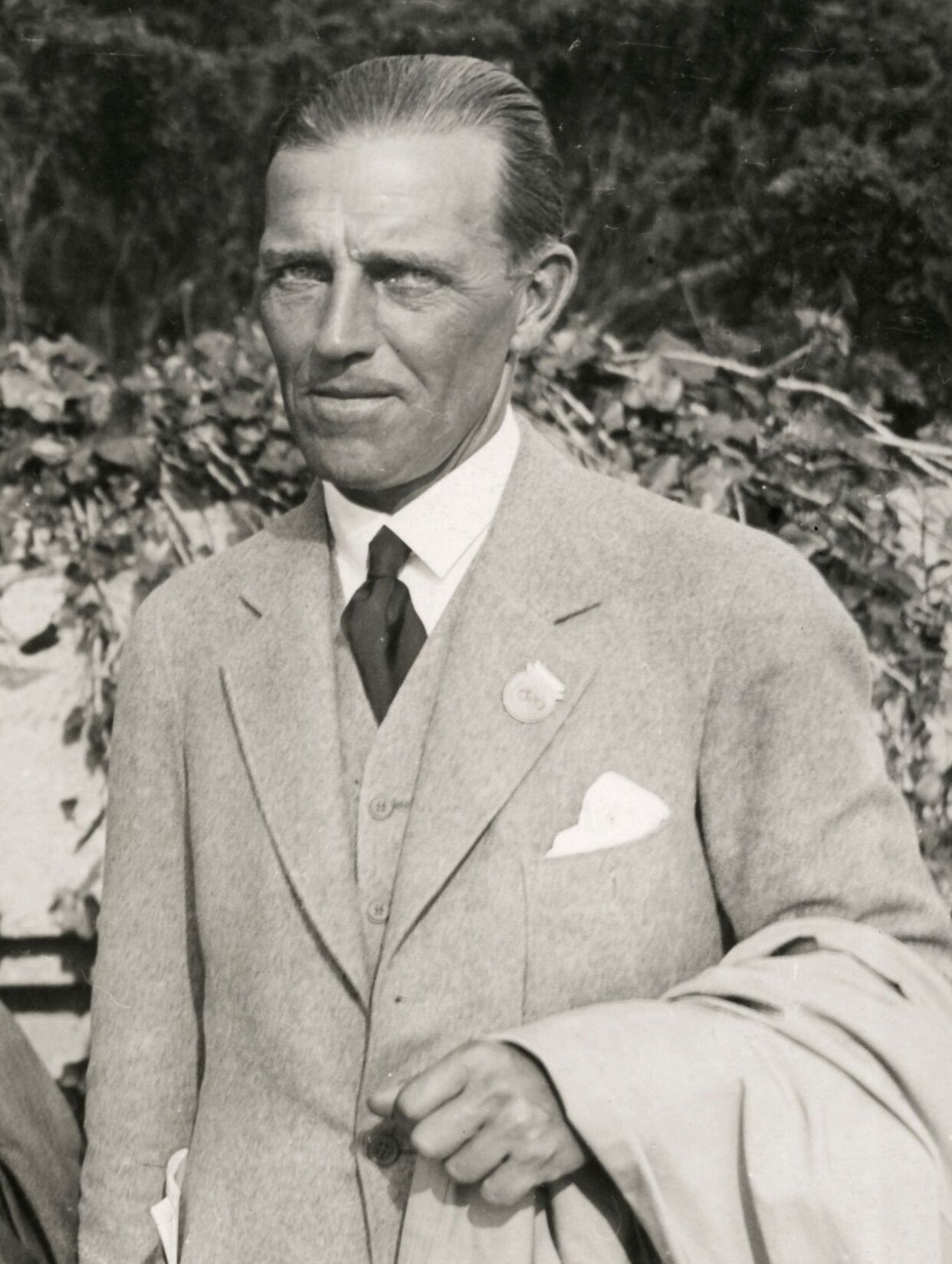
Eugen Freiherr von Lotzbeck (1928)

Eugen Freiherr von Lotzbeck (* 24. Februar 1882 in München; † 22. Mai 1942 in Assenhausen) war ein deutscher Springreiter.
Lotzbeck wurde geboren als Sohn des bayerischen Reichsrats Eugen Freiherr von Lotzbeck und der Malwina geb. Gräfin von Reventlow. Er war als Major Lehrer an der Kavallerieschule der Reichswehr in Hannover. Bei den Olympischen Spielen 1928 in Amsterdam wurde er auf Caracalla zusammen mit Carl-Friedrich von Langen auf Draufgänger und Hermann Linkenbach auf Gimpel Mannschafts-Olympiasieger im Dressurreiten.

## Familie
Lotzbeck inspirierte seine Nichte Gertrud von Lotzbeck auf Nannhofen, Hardt und Weyhern, zur Trakehnerzucht auf dem  Trakehnergestüt Nannhofen, einem der bedeutendsten bayerischen Trakehnergestüte der Nachkriegszeit.